# Trans (Frankrijk)
Trans is een gemeente in het Franse departement Mayenne (regio Pays de la Loire) en telt 247 inwoners (2004). De plaats maakt deel uit van het arrondissement Mayenne.

## Geografie
De oppervlakte van Trans bedraagt 15,2 km², de bevolkingsdichtheid is 16,3 inwoners per km².

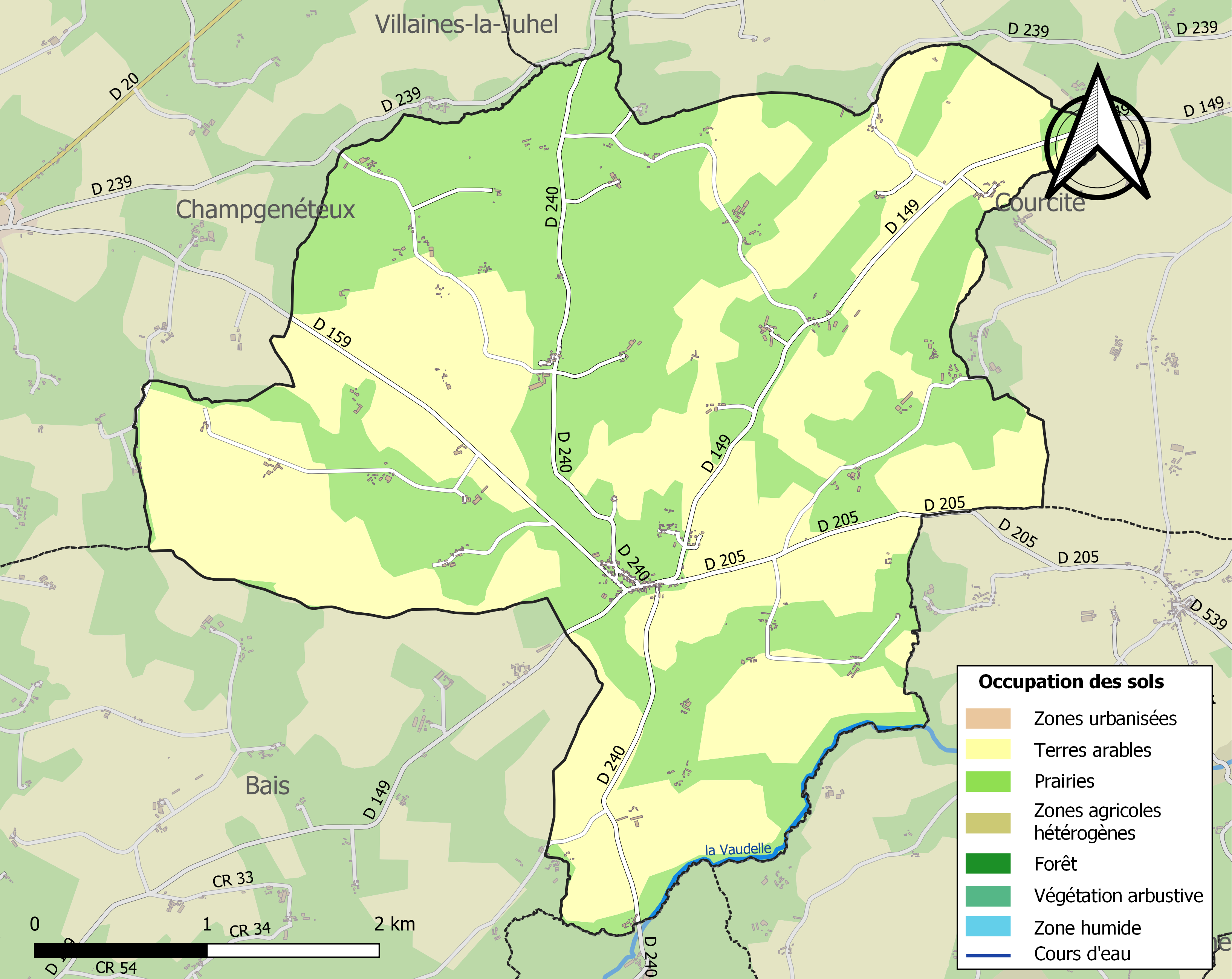
Kaart van de gemeente met de belangrijkste infrastructuur, bodemgebruik en omliggende gemeenten

## Demografie
Onderstaande figuur toont het verloop van het inwonertal (bron: INSEE-tellingen).